# Bei Jiang
Bei Jiang (北江 , pinyin: Běi Jiāng, betyder «nordfloden») er den nordlige af de tre hovedbifloder til Perlefloden (Zhujiang) i det sydlige Kina. De andre to hovedbifloder er Xi Jiang og Dong Jiang.
Beijiang er med kildefloden Zhen Shui 468 km lang og har sit udspring i de nordlige dele af Guangdong-provinsen, ved Shaoguan 24°47′32″N 113°35′37″Ø / 24.79222°N 113.59361°Ø. Den dannes ved byen Shaoguan ved sammenløbet af floderne  Wu Shui, som kommer 260 km fra nordvest, og Zhen Shui (浈江, Zhen Jiang), som kommer 405 km fra nordøst 23°8′43″N 112°48′54″Ø / 23.14528°N 112.81500°Ø Derfra løber Beijiang sydover, til den ophører ved bydistriktet Sanshui (ca 50 km vest for Guangzhou) hvor dens nedre arme forener sig med grene af Xijiang og Perlefloden.